# Чарлз Айвері Даннінг
Чарльз Айвері Даннінг (англ. Charles Avery Dunning; 31 липня 1885, Крофт, Лестершир — 2 жовтня 1958, Монреаль, Квебек) — фермер, бізнесмен, канадський політичний діяч, 3-й прем'єр провінції Саскачевану від 1922 до 1926.

## Біографія
1916 року Даннінга обрано делегатом до Законодавчої палати провінції Саскачеван; його призначено в кабінет прем'єра Вільяма Мелвілла Мартіна Ліберальної партії Саскачевану.
Упродовж 1916—1922 років Даннінг служив міністром фінансів та провінційним секретарем; також — міністром сільського господарства і міністром муніципальних справ, залізничних шляхів й телекомунікацій.
Коли прем'єр Мартін вийшов у відставку, 1922 р., Даннінг очолив цю політичну силу партії.
Уряд Даннінга покінчив із «сухим законом» після плебісциту 1924 р., ліберальна партія надалі регулювала продаж спиртних напоїв, заснувавши мережу горілчаних магазинів у провінції.
1924 року Уряд Даннінга продав «Кооперативну компанію елеваторів Саскачевану» (англ. Saskatchewan Cooperative Elevator Company) «Саскачеванському пшеничному пулу» (англ. Saskatchewan Wheat Pool) за суму $11 мільйонів (вартість у 2005 — $130 мільйонів).
Даннінг залишив провінційну політику 1926 р.: його обрано депутатом до канадського парламенту та призначено до кабінету прем'єр-міністра Кінга (англ. William Lyon Mackenzie King) у роках 1926—1930 й 1935—1939. Він служив міністром у департаменті залізниць і каналів, а опісля міністром фінансів.
Через погіршення стану здоров'я Даннінг пішов у відставку 1939 р. 1940 року його призначено ректором Університет Квінз. Цю посаду він обіймав до смерті.